# Biserica „Sfântul Arhanghel Mihail” din Inești
Biserica „Sf. Arhanghel Mihail” este o biserică amplasată în Inești, raionul Telenești, Republica Moldova. Este un monument arhitectural de importanță națională inclus în Registrul monumentelor Republicii Moldova ocrotite de stat cu nr. 1507 (raionul Telenești). Datează din 1911.